# 四川兔儿风
四川兔儿风（学名：Ainsliaea sutchuenensis）是菊科兔儿风属的植物，为中国的特有植物。分布在中国大陆的四川等地，生长于海拔620米至1,300米的地区，常生于沟旁荫湿处，目前尚未由人工引种栽培。